# Соозерское
Соозерское — озеро в верхнем течении Сойги, располагается на территории Верхнетоемского района Архангельской области России.
Озеро находится на высоте 60 м над уровнем моря между болотами Аниское и Бревенское. Площадь — 0,9 км². Площадь водосборного бассейна — 272 км². На северном берегу озера находится Соезерская Пустынь. Берега большей частью покрыты лесом. Со стороны болота Аниского впадает ручей. С южной стороны впадает река Ратваж. Сойга пересекает северную часть озера с запада на север. 
Севернее располагается озеро Черновское.

## Данные водного реестра
По данным государственного водного реестра России относится к Двинско-Печорскому бассейновому округу, водохозяйственный участок реки — Северная Двина от впадения реки Вычегда до впадения реки Вага, речной подбассейн реки — Северная Двина ниже места слияния Вычегды и Малой Северной Двины. Речной бассейн реки — Северная Двина.
Код водного объекта в государственном водном реестре — 03020300111103000003963.